# 罗杰·威廉姆斯公园

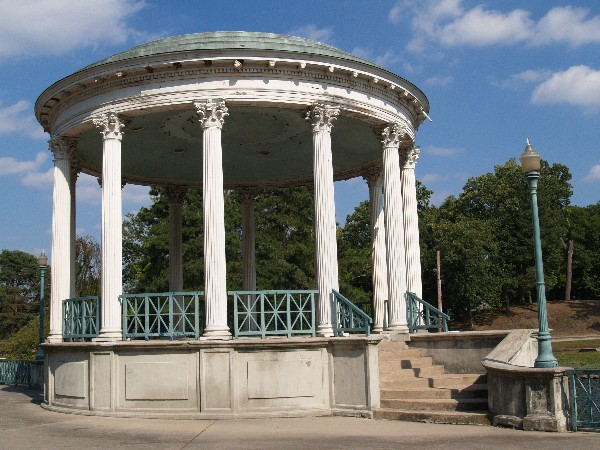
音乐台

罗杰·威廉姆斯公园（Roger Williams Park）位于普罗维登斯的南部，是一个精心美化的城市公园，占地427-英亩，并作为一个历史地区列入国家史迹名录。公园得名于普罗维登斯的创建者和罗德岛州的创建者之一罗杰·威廉姆斯。公园的土地为罗杰·威廉姆斯的最后一名后裔贝特西·威廉姆斯在1871年捐献。它曾是家族农场，系1638年纳拉甘西特部落酋长Canonicus 出让给罗杰·威廉姆斯。家族农舍（建于1773年）被称为“贝特西·威廉姆斯平房”（Betsy Williams Cottage），以及威廉姆斯家族墓地（包括贝特西墓）仍保留在公园之内。
罗杰·威廉姆斯公园被称为美国最好的城市公园之一。